# Afromorgus italicus
Afromorgus italicus är en skalbaggsart som beskrevs av Reiche 1853. Afromorgus italicus ingår i släktet Afromorgus och familjen knotbaggar. Inga underarter finns listade i Catalogue of Life.